# Allium subangulatum
Allium subangulatum  (лат.) — вид однодольных растений рода Лук (Allium) семейства Амариллисовые (Amaryllidaceae). Впервые описан немецко-российским ботаником Эдуардом Людвиговичем Регелем в 1887 году.

## Распространение и среда обитания
Эндемик Китая, известный из провинций Ганьсу, Цинхай и из Нинся-Хуэйского автономного района. Растёт на сухих и освещённых склонах.

## Ботаническое описание
Луковичный геофит.
Луковицы цилиндрические, диаметром 0,5—1 см, плотно сгруппированы; шелуха от желтовато-коричневого до тёмно-каштанового.
Соцветие — полушаровидный зонтик, несущий плотно размещённые цветки с околоцветником от пурпурно-красного до светло фиолетово-красного цвета.
Цветёт и плодоносит с июня по август.